# Ugo (kardynał S. Martino)
Ugo (zm. 9 marca 1206 w Rzymie) – włoski kardynał.
Pochodził prawdopodobnie z Rzymu i pełnił funkcję archiprezbitera bazyliki watykańskiej. W grudniu 1190 papież Klemens III mianował go kardynałem prezbiterem Santi Silvestro e Martino ai Monti. Podpisywał bulle papieskie między 17 lutego 1191 a 28 lutego 1206. Uczestniczył w papieskiej elekcji 1191 i papieskiej elekcji 1198. Wielokrotnie działał jako audytor w kurii papieskiej. W 1203 jest poświadczony jako papieski penitencjariusz. W tym samym roku był też legatem w Terracinie. Zmarł w Rzymie.